# Рокітно (Сілезьке воєводство)
Рокітно (пол. Rokitno) — село в Польщі, у гміні Щекоцини Заверцянського повіту Сілезького воєводства.
Населення — 895 осіб (2011).
У 1975-1998 роках село належало до Ченстоховського воєводства.

## Демографія
Демографічна структура станом на 31 березня 2011 року:
|          | Загалом | Допрацездатний вік | Працездатний вік | Постпрацездатний вік |
| -------- | ------- | ------------------ | ---------------- | -------------------- |
| Чоловіки | 438     | 82                 | 286              | 70                   |
| Жінки    | 457     | 85                 | 246              | 126                  |
| Разом    | 895     | 167                | 532              | 196                  |